# Chunlan Cup
La Chunlan Cup (in cinese: 春兰杯世界职业围棋锦标赛, "Campionato mondiale di go professionistico Coppa Chunlan") è un torneo internazionale di Go, organizzato dalla Chunlan insieme all'Associazione cinese di go con scadenza biennale. Al momento della sua fondazione, era l'unico torneo internazionale maggiore organizzato in Cina. Il trofeo è una coppa in ceramica in stile Yangshao.

## Storia
Al torneo prendono parte 24 giocatori così ripartiti:
- i 3 migliori piazzati della precedente edizione, indipendentemente dalla nazionalità
- 8 selezionati dalla Zhōngguó Wéiqí Xiéhuì (Cina)
- 5 dalla Nihon Ki-in (Giappone)
- 4 dalla Hanguk Kiwon(Corea del Sud)
- 2 dalla Taiwan Chi Yuan (Taiwan)
- 1 dall'American Go Association (Stati Uniti d'America)
- 1 dalla European Go Federation (Europa e paesi limitrofi)

I 24 giocatori affrontano un turno preliminare in cui vengono ridotti a 16, e poi procedono con delle partite ad eliminazione diretta fino alla finale, disputata al meglio delle tre partite.
Il torneo adotta le regole cinesi. Il komi è stato di 5,5 per le prime tre edizioni, portato a 7,5 per le successive; il tempo principale è stato di tre ore per le prime undici edizioni ridotto successivamente a 2,5. Il premio per il vincitore è di 1.000.000 Yuan (circa 150.000 euro).

## Albo d'oro
| Edizione | Anno    | Vincitore      | Punteggio | Finalista      |
| -------- | ------- | -------------- | --------- | -------------- |
| 1        | 1998-99 | Cho Hun-hyun   | 2-1       | Lee Chang-ho   |
| 2        | 1999-00 | Ō Rissei       | 2-1       | Ma Xiaochun    |
| 3        | 2000-01 | Yoo Chang-hyuk | 2-1       | Ō Rissei       |
| 4        | 2002-03 | Lee Chang-ho   | 2-0       | Naoki Hane     |
| 5        | 2003-05 | Lee Chang-ho   | 2-1       | Zhou Heyang    |
| 6        | 2006-07 | Gu Li          | 2-0       | Chang Hao      |
| 7        | 2008-09 | Chang Hao      | 2-0       | Lee Chang-ho   |
| 8        | 2010-11 | Lee Se-dol     | 2-1       | Xie He         |
| 9        | 2012-13 | Chen Yaoye     | 2-1       | Lee Se-dol     |
| 10       | 2014-15 | Gu Li          | 2-0       | Zhou Ruiyang   |
| 11       | 2016-17 | Tan Xiao       | 2-1       | Park Yeong-hun |
| 12       | 2018-19 | Park Jung-hwan | 2-0       | Park Yeong-hun |
| 13       | 2020-21 | Shin Jin-seo   | 2-0       | Tang Weixing   |
| 14       | 2022-23 | Byun Sang-il   | 2-0       | Li Xuanhao     |
| 15       | 2024-25 | Yang Kaiwen    | 2-1       | Park Jung-hwan |